# Siegfried Bumke
Siegfried Bumke (* 9. Juni 1872 in Stolp; † 22. August 1960 in München) war ein deutscher Richter und Politiker (DNVP).

## Leben
Siegfried Bumkes Eltern entstammen dem Bürgertum. Sein Vater Albert (1843–1892) war Sohn eines Brauers, seine Mutter Emma (1850–1914) Tochter des Stolper Fabrikbesitzers Karl Westphal. Bumkes Vater war Arzt und Assistent bei Rudolf Virchow, verfolgte aber keine wissenschaftliche Laufbahn und starb, als Bumke 20 Jahre alt war. Einer seiner drei Brüder wurde ohne linke Hand geboren und starb früh bei einem Badeunfall, ein anderer war der spätere Psychiater Oswald Bumke und ein weiterer der Reichsgerichtspräsident Erwin Bumke. Er hatte zwei Töchter und drei Söhne.
Nach dem Besuch des humanistischen Gymnasiums in Stolp legte er 1892 das Abitur ab und studierte danach Rechtswissenschaften. 1895 bestand er in Stettin das Referendarexamen und wurde an der Universität Greifswald 1898 mit dem Titel Das Pactum reservati dominii beim Kaufvertrage im gemeinen Recht zum Dr. jur. promoviert. 1900 legte er das Assessorexamen ab. Am 1. April 1905 wurde er Amtsrichter in Cammin und 1909 Amtsrichter in Danzig.
Im Ersten Weltkrieg war er Kriegsgerichtsrat im Generalgouvernement Warschau. In der Freien Stadt Danzig wurde er Landgerichtsdirektor am Landgericht Danzig. Er war von 1911 bis 1922 Vorsitzender des Danziger Richtervereins.
In der Freien Stadt Danzig schloss er sich der DNVP an und war für diese von 1920 bis 1927 zwei Legislaturperioden lang Mitglied im Volkstag. 1919/1920 war er auch Stadtverordneter in Danzig.

## Werke (Auswahl)
- Die Bestrafung falscher uneidlicher Aussagen. In: Zeitschrift für die gesamte Strafrechtswissenschaft, Band 33, 1912, S. 53–58.
- Die völkerrechtliche Stellung der Freien Stadt Danzig. Fuchs, Danzig, 1919.
- Die Rechtspflege in der Freien Stadt Danzig. In: Deutsche Juristen-Zeitung, Band 26, Liebmann, 1921, S. 34 ff.
- Presse- und Bildberichterstattung im Strafprozeß. In: Deutsche Richterzeitung, Jahrgang 21, Heft 8/9, Leipzig, 1929, S. 306–308.
- gemeinsam mit Wilhelm Schmoeger: Die Rechtssetzung nach der Verfassung der Freien Stadt Danzig. G. Stilke, Danzig, 1930.